# Veles binotatus
Veles binotatus ou Caprimulgus binotatus é uma espécie de noitibó da família Caprimulgidae.
Pode ser encontrada nos seguintes países: Camarões, República Centro-Africana, República do Congo, República Democrática do Congo, Costa do Marfim, Gabão, Gana e Libéria.